# Zimmerius bolivianus
Zimmerius bolivianus е вид птица от семейство Tyrannidae.

## Разпространение
Видът е разпространен в Боливия и Перу.